# بنجامين إف. دوبويس
بنجامين إف. دوبويس هو سياسي أمريكي، ولد في 2 نوفمبر 1915 في سوك سنتر في الولايات المتحدة، وتوفي بنفس المكان في 7 يناير 2013. انتخب عضو مجلس نواب مينيسوتا ‏.